# Радава (Сарајево)
Радава је насељено мјесто у Босни и Херцеговини, у општини Центар, које административно припада Федерацији Босне и Херцеговине. Према попису становништва из 2013. у насељу је живјело 1.296 становника.

## Становништво
| година пописа  | 1948. | 1953. | 1961. | 1971. | 1981. | 1991. | 2013. |
| бр. становника | —     | —     | 899   | 1.035 | 1.348 | 1.410 | 1.296 |